# Chelles, Seine-et-Marne
Chelles este un oraș în Franța, în departamentul Seine-et-Marne, în regiunea Île-de-France. 

## Personalități născute aici
- Slimane Nebchi (n. 1989), compozitor.

1. ↑  répertoire géographique des communes, accesat în 26 octombrie 2015
2. ↑  dataset of postal codes in France, 1 octombrie 2018